# Parc Nacional El Rey
El Rey és un parc nacional al departament d'Anta, província de Salta, Argentina, a 203 km de la capital provincial. Va ser creat l'any 1948 i té una superfície de 44.162 ha. Aquest parc té com a objectiu preservar les iungues o nimbosilves i ambients de transició (ecotons) entre aquestes i el chaco serrà.
El decret núm. 2149/90 del 10 d'octubre de 1990 va designar un sector del parc nacional com a reserva natural estricta.
Forma part de les serres Subandines, a l'àrea de la selva tropical. Té un clima tropical amb temperatures mitjanes que oscil·len entre els 22 i 25 °C. Les precipitacions arriben als 2.000 mm anuals.
Conté densos boscatges de selves, boscos i prats muntanyesos segons pisos altitudinals. A la zona selvàtica descollen els horcoquebrachos, yuchanes, xicrandes, Schinus, Anadenanthera colubrina, Tipuana tipu, mirtàcies; per sobre dels 1.500 msnm, es destaquen els boscos de coníferes i caducifòlies tals com el pi del turó i el sorbus.
Una espècie vegetal és un endemisme estricte del Rey, és a dir, mai va ser trobada fora dels límits d'aquest parc: Aphelandra lilacina.
La fauna autòctona té -entre moltes altres espècies- exemplars de pumes, pecaries (dues espècies, la de collaret i la labiada), el mamífer més pesat de Amèrica del Sud, el tapir, la mazama bruna, el Caputxí bru, coaties, fura major, algunes varietats d'os formiguer, pècaris, huemul septentrional, guineus de muntanya, i alguns felins salvatges com l'ocelot, el puma i actualment d'una manera més rara el jaguar; entre les aus, es troben seriemes de potes vermelles, i una infinitat d'aus amb vistosos colors i algunes amb bon port, per exemple, Penelope obscura, diverses espècies de lloros i troquilís.
El centre geogràfic d'aquest parc nacional se situa cap als 24° 38′ 00″ S, 64° 50′ 00″ O / 24.63333°S,64.83333°O 24° 38′ 00″ S, 64° 50′ 00″ O / 24.63333°S,64.83333°O / -24.63333, 24° 38′ 00″ S, 64° 50′ 00″ O / 24.63333°S,64.83333°O.24° 38′ 00″ S, 64° 50′ 00″ O / 24.63333°S,64.83333°O